# Пфронтен
Пфронтен (њем. Pfronten) општина је у њемачкој савезној држави Баварска. Једно је од 45 општинских средишта округа Осталгој. Према процјени из 2010. у општини је живјело 7.889 становника. Посједује регионалну шифру (AGS) 9777159.

## Географски и демографски подаци
Пфронтен се налази у савезној држави Баварска у округу Осталгој. Општина се налази на надморској висини од 853 метра. Површина општине износи 62,2 km². У самом мјесту је, према процјени из 2010. године, живјело 7.889 становника. Просјечна густина становништва износи 127 становника/km².

## Међународна сарадња
| Мјесто | Држава    | Врста сарадње | Од    |
| ------ | --------- | ------------- | ----- |
|        | Француска | партнерство   | 2001. |
| Извор  |           |               |       |